# Alfons Lauermann
Alfons Lauermann (* 18. Juni 1924 in Ettringen, Landkreis Mayen; † 23. Dezember 1991 in Andernach) war ein deutscher Politiker (CDU).

## Leben
Lauermann besuchte zunächst die Volksschule in Ettringen und im Anschluss die humanistischen Gymnasien in Essen und Koblenz. Nach der Einberufung zur Wehrmacht musste er seine Schullaufbahn unterbrechen. Er nahm als Soldat am Zweiten Weltkrieg teil und wurde schwer verwundet. 1945 geriet er in französische Kriegsgefangenschaft, aus der er 1947 entlassen wurde. Danach setzte er seine schulische Ausbildung fort, die er 1949 mit der Ablegung des Abiturs abschloss. Er absolvierte von 1950 bis 1952 eine Lehre als Bankkaufmann und arbeitete anschließend bis 1968 als Prüfungsassistent und Verbandsprüfer beim Raiffeisenverband Mittelrhein in Koblenz. Von 1968 bis 1974 war er zunächst Geschäftsführer, danach Verwaltungsdirektor des Stiftshospitals Andernach. Des Weiteren war er Vorsitzender des Aufsichtsrates der Raiffeisenkasse Eiche GmbH Andernach und Mitglied des Aufsichtsrates der Stadtwerke Andernach GmbH.
Lauermann trat 1954 in die CDU ein. Er war von 1954 bis 1957 Vorsitzender des CDU-Ortsverbandes Ettringen und von 1955 bis 1956 Vorsitzender des Kreisverbandes der Jungen Union Mayen. 1973 wurde er zum Vorsitzenden des CDU-Stadtverbandes Andernach gewählt. Ab 1960 gehörte er dem Andernacher Stadtrat an, ab 1962 als Vorsitzender der CDU-Stadtratsfraktion. Außerdem war er ab 1969 Mitglied im Kreistag des Landkreises Mayen und nach der Gebietsreform Mitglied im Kreistag des Landkreises Mayen-Koblenz.
Lauermann wurde bei der Landtagswahl 1971 über einen Listenplatz im Wahlkreis 2 in den Landtag von Rheinland-Pfalz gewählt, dem er zunächst bis 1975 angehörte. Vom 21. Juli 1975, als er für den ausgeschiedenen Willibald Hilf nachrückte, bis 1979 war er erneut Landtagsabgeordneter. Im Parlament war er von 1971 bis 1975 Mitglied des Sozialpolitischen Ausschusses und von 1975 bis 1979 Mitglied des Ausschusses für Soziales, Gesundheit und Sport.
Alfons Lauermann war verheiratet und hatte fünf Kinder.

## Auszeichnungen
- 1979: Verdienstkreuz am Bande der Bundesrepublik Deutschland